# Alfonso Herrera (actor)
Alfonso Herrera Rodríguez (Ciudad de México, 28 de agosto de 1983) es un actor y cantante mexicano, conocido por su participación en proyectos como Amarte duele (2002), Clase 406 (2003), Rebelde (2004) con la que alcanzó fama internacional, formando además parte del grupo RBD.
En 2009, con la terminación de la agrupación, anunció su retiro del mundo de la música para dedicarse a la actuación. Luego de tener el papel protagónico en la telenovela Camaleones (2009), retomó su carrera como actor de cine participando en películas como Venezzia (2009) y Así es la suerte (2011).
Realizó participaciones en series de televisión, como El equipo (2011), El Diez (2011) y Sense8 (2015), así como también obras de teatro tan diversas tales como Rain Man (2010) y Nadando con tiburones (2012).
Desde el 22 de septiembre de 2020 es Embajador de Buena Voluntad de la ACNUR para la ONU.

## Biografía

### 2002-2008: Inicios artísticos,Amar te dueley RBD
Alfonso Herrera nació el 28 de agosto de 1983 en la Ciudad de México. Paso su infancia dividida entre México, D.F. y la ciudad de Guadalajara. Inició su carrera en el teatro con obras como "Las brujas de Salem", "Cómo matar a un ruiseñor" y "Antígona". En 2002 realizó su primera participación en la película mexicana Amar te duele del director Fernando Sariñana. Luego de su participación en el cine, el productor Pedro Damián le dio la oportunidad de interpretar el papel de Juan David en la telenovela Clase 406. 

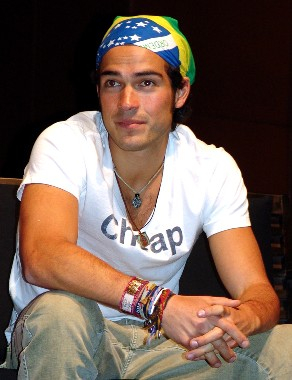
Alfonso Herrera en São Paulo, Brasil, 2006.

En 2004, Alfonso trabajó nuevamente con el productor, en esta ocasión para la telenovela mexicana Rebelde, en la que dio vida al personaje de Miguel Arango. Ese mismo año se integró a la banda RBD, conformada además por Anahí, Dulce María, Maite Perroni, Christopher Uckermann y Christian Chávez, sus compañeros de telenovela. En noviembre de 2004, RBD lanzó su álbum debut titulado Rebelde, el disco obtuvo reconocimiento de disco de diamante y oro en México por vender más de medio millón de ejemplares. Con RBD, Alfonso lanzó siete álbumes de estudio, tres álbumes en vivo y siete DVD, la agrupación consiguió múltiples discos de platino, oro y diamante, realizó giras por la gran mayoría de lugares en el mundo, lo que significó uno de los acontecimientos populares más importante de la música mexicana de las últimas décadas. Visitó más de 23 países, cantó en 116 ciudades, vendió más de 57 000 000 sus producciones musicales, 17 000 000 descargas digitales, cuatro millones de DVD y vendió más de dos millones de entradas de sus conciertos aunado a más de 20 000 000 artículos de merchandising.
En 2007, el actor inició las grabaciones de la serie mexicana RBD: la familia, el cual narra, de forma ficticia, la vida de los integrantes de la banda. En noviembre de 2007, Alfonso comenzó las grabaciones de la comedia romántica Volverte a ver, del director Gustavo Garzón, creador de Cansada de besar sapos. La película se estrenó el 25 de diciembre de 2008 en los cines. En marzo de 2008, regresó a sus inicios al integrarse al elenco de la puesta en escena Pillow Man, con un papel pequeño para no interferir con las presentaciones de RBD. En septiembre de 2008 protagonizó la primera temporada de la serie Terminales junto a la actriz Ana Claudia Talancón.
A mediados de 2008, RBD anunció su separación y su último tour titulado Gira del Adiós, después de cuatro años de éxito, lanzaron el disco con sus mejores éxitos. En el 2009 publican su último disco en estudio titulado Para olvidarte de mí.

### 2009-2012:Venezzia,Camaleones,El diezyEl Lorax

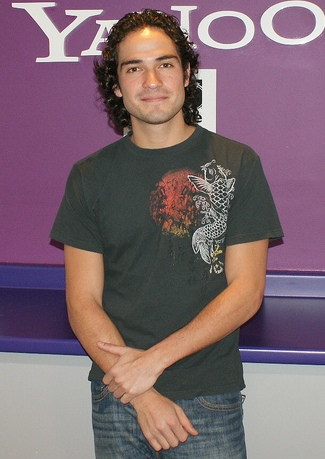
Herrera durante una conferencia de prensa de la película Volverte a ver.

En abril de 2009, Alfonso trabajó en la segunda temporada de la telenovela Mujeres asesinas interpretando el papel de Esteban en el episodio Soledad, cautiva. El 27 de julio de 2009, recibió un papel protagónico en la telenovela de Rosy Ocampo, Camaleones, donde interpretó a Sebastián Jaramillo y en la que compartió créditos con la cantante mexicana Belinda.
En septiembre de 2009 prestó su voz al personaje principal de la película Igor, dirigida por Tony Leondis. El 13 de octubre de 2009 salió al aire el undécimo episodio de la tercera temporada de la serie Tiempo final, titulado "El billete", en el cual interpretó el papel de Arturo. El 25 de septiembre de 2009 se estrenó la película venezolana Venezzia en la que trabajó junto a las actrices Ruddy Rodríguez y Johanna Morales. Herrera recibió por su actuación el premio al mejor actor en el Festival Internacional de Cine de Canadá. La película dramática se hizo acreedora de siete premios internacionales.
En abril de 2010 participó en el juego especial de fútbol entre famosos y exintegrantes de la selección nacional de Estados Unidos para MTV llamado Rock N' Gol. El 19 de noviembre de 2010 se estrenó la obra Rain man, inspirada en la película de 1988, Rain Man. Alfonso interpretó al personaje de Charlie Babbitt. En julio de 2010 inició el rodaje de la película Así es la suerte, dirigida por Juan Carlos de Llaca, donde interpretó el papel de Guillermo. El 11 de mayo de 2011 se estrenó la serie mexicana El equipo en la cual interpretó el papel de Fermín.
El 19 de agosto de 2011 se estrenó en los cines Así es la suerte. El 1 de septiembre de 2011, se estrenó la serie para televisión El Diez, basada en el fútbol y transmitida por ESPN Deportes. El 16 de noviembre de 2011 se estrenó el segundo episodio, Los Mártires de Puebla, de la serie El encanto del águila en la cual interpretó el papel de Aquiles Serdan.
El 26 de enero de 2012 se estrenó la obra de teatro Nadando con tiburones, producida por Tina Galindo y Claudio Carrera, donde Herrera trabajó junto a Demián Bichir y Ana de la Reguera. El 30 de marzo de 2012 se estrenó la película Dr. Seuss' The Lorax, el actor realizó el doblaje del personaje Ted. El 24 de octubre de 2012, se presentó en el Teatro Victoria el Réquiem a Pedro Infante, como invitado especial en la ciudad de Durango acompañado de alumnos de la Prepa Tec de la misma ciudad.

### 2013-2014:Obediencia perfectayEspectro
El 24 de marzo de 2013 se estrenó la película animada Los Croods en la cual Herrera realizó el doblaje del personaje Guy. En abril de 2013 se estrenó la película dramática Obediencia perfecta en la cual interpreta el papel de Sacramento Santos.
El 1 de noviembre de 2013 se estrenó la película de terror titulada Espectro, Alfonso compartió elenco con Paz Vega y Maya Zapata, y en la cual el actor interpretó a Mario. El 15 de noviembre de 2013 se estrenó la película argentina Metegol, del director argentino Juan José Campanella, donde Herrera realizó el doblaje del personaje Amadeo.
El 13 de enero de 2014 se estrenó el programa SuperCerebros, transmitido por National Geographic Channel en el cual el actor realiza la tarea de jurado.

Me impactó la genialidad de todos y un poco la brillantez con la que NatGeo escogió hacer este proyecto, pues creo que hace algunos años la ley de la selva era quién era el más fuerte, y creo que hoy en día con todo este movimiento tecnológico y con esta sociedad que va tan rápido, se trata de quién tiene el cerebro más brillante, es una idea muy innovadora para llevar a la televisión.
Alfonso Herrera sobre SuperCerebros. 

### 2015-presente:Sense8,Minionsyel Dandy

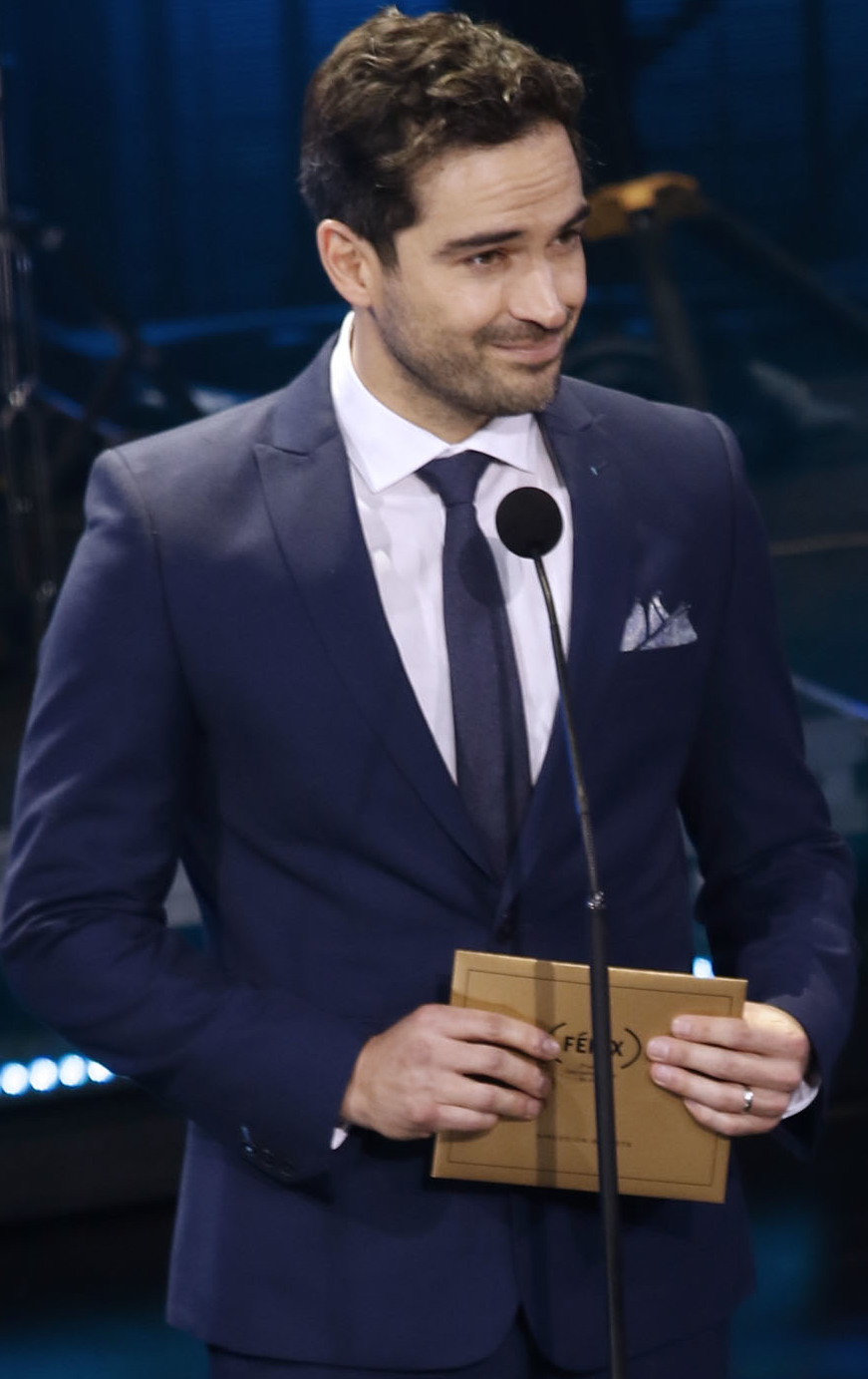
Herrera en 2017.

El 27 de abril de 2015 se estrenó la segunda temporada del programa La ciencia de lo absurdo en NatGeo conducida por Herrera.
El 5 de junio de 2015 se estrenó la serie Sense8, dirigida por las hermanas Wachowski, en la cual Alfonso interpreta a Hernando, pareja del personaje Lito Rodríguez, interpretado por Miguel Ángel Silvestre.
El 9 de julio de 2015 se estrenó en México la película animada Minions donde Herrera realizó el doblaje del personaje Gru.
El 26 de octubre de 2015 se estrenó la serie El Dandy, donde Herrera interpretó a José Montaño, un policía encubierto que se hace llamar Daniel "el Dandy" Bracho, el cual se introduce en una banda de narcotraficantes que opera en la Zona Rosa capitalina. La serie cuenta con 70 episodios transmitidos por TNT Series.
En 2016 actuó en la serie de televisión de FX, El exorcista, dando vida al personaje de un sacerdote de nombre Tomás Ortega. Ese mismo año interpretó el papel protagonista en El elegido, película de Antonio Chavarrías sobre el asesinato de León Trotski por Ramón Mercader.
El 1 de noviembre de 2020 se estrenó la película El baile de los 41 como evento de clausura del Festival Internacional de Cine de Morelia. En la cinta, Alfonso Herrera le da vida al personaje de Ignacio de la Torre, el yerno de Porfirio Díaz, que fue arrestado y luego liberado por atender una fiesta travesti en 1901. Ganó el Premio Ariel a Mejor Actor por su interpretación.

## Actividades humanitarias
Alfonso Herrera ha trabajado en diversas campañas de concientización y trabajos humanitarios, en julio de 2012 se convirtió en embajador de la Fundación Non Violence, creada por Yoko Ono, con motivo de ayuda para erradicar la violencia y llevar un mensaje de paz. En octubre de 2012 se convirtió en vocero de la campaña Toxic Tours, creada por la organización Greenpeace, el motivo principal fue denunciar la contaminación en cuerpos de agua en México.
Herrera se convirtió en la imagen de Running Day, que tuvo comienzo el 10 de febrero de 2013, se trató de la primera clínica desarrollada en México para compartir con los corredores las técnicas, tips, métodos de entrenamiento y alimentación, que ayuden a los deportistas en su desarrollo. En marzo de 2013, el actor se convirtió en el vocero de la campaña Va por mi cuenta, el principal objetivo es garantizar que los niños en situación vulnerable en México tengan acceso a una alimentación integral y balanceada.
En respuesta al gran interés de Herrera y su dedicación al tema, el Alto Comisionado de las Naciones Unidas para los Refugiados (UNHCR) lo nombró Embajador de Buena Voluntad el 23 de septiembre de 2020.

## Filmografía
| Año     | Telenovela | Personaje                   |
| ------- | ---------- | --------------------------- |
| 2002-03 | Clase 406  | Juan David Rodríguez Pineda |
| 2004-06 | Rebelde    | Miguel Arango Cervera       |
| 2009-10 | Camaleones | Sebastián Jaramillo         |

| Año     | Series                       | Personaje                               |
| ------- | ---------------------------- | --------------------------------------- |
| 2002    | Mujer, casos de la vida real | Miguel (Episodio: El aborto)            |
| 2007    | RBD: La familia              | Poncho                                  |
| 2008    | Terminales                   | Leonardo Carral                         |
| 2009    | Mujeres asesinas             | Esteban                                 |
| 2009    | Tiempo final                 | Arturo                                  |
| 2009    | Mexico's Next Top Model      | Él mismo                                |
| 2011    | El equipo                    | Fermín Pérez                            |
| 2011    | El encanto del águila        | Aquiles Serdan                          |
| 2011    | El Diez                      | Salvador Espinosa "chavita"             |
| 2014    | SuperCerebros                | Jurado                                  |
| 2014    | El capo 3                    | Juan Vicente Blanco «Niño Malo»         |
| 2014-21 | La ciencia de lo absurdo     | Presentador                             |
| 2015-18 | Sense8                       | Hernando de la Fuente                   |
| 2015    | El Dandy                     | José Montaño / Daniel "el Dandy" Bracho |
| 2016    | Drunk history                | Ernesto "Che" Guevara                   |
| 2016-17 | The Exorcist                 | Tomás Ortega                            |
| 2018-19 | Queen of the south           | Javier Jiménez                          |
| 2019    | Sitiados: México             | Lorenzo                                 |
| 2022    | Ozark                        | Javier "Javi" Elizondo                  |

| Año  | Película                                         | Personaje                  |
| ---- | ------------------------------------------------ | -------------------------- |
| 2002 | Amar te duele                                    | Francisco                  |
| 2008 | Volverte a ver                                   | Pablo                      |
| 2009 | Venezzia                                         | Frank Moore                |
| 2012 | Así es la suerte                                 | Guillermo                  |
| 2013 | Espectro                                         | Mario                      |
| 2013 | Obediencia perfecta                              | Sacramento Santos          |
| 2014 | La dictadura perfecta                            | Carlos Rojo "Productor"    |
| 2016 | El elegido                                       | Ramón Mercader             |
| 2020 | El baile de los 41                               | Ignacio de la Torre y Mier |
| 2022 | Me casé con un idiota                            | Iñaki Palacios             |
| 2023 | ¡Qué viva México!                                | Pancho Reyes               |
| 2023 | Rebel Moon - Parte 1: La niña del fuego          | Cassius                    |
| 2024 | Rebel Moon - Parte 2: La guerrera que deja marca | Cassius                    |

| Año  | Películas                                | Personaje              |
| ---- | ---------------------------------------- | ---------------------- |
| 2008 | Igor                                     | Igor                   |
| 2012 | El Lorax: En busca de la trúfula perdida | Theodore "Ted" Wiggins |
| 2013 | Los Croods                               | Guy                    |
| 2013 | Metegol                                  | Amadeo                 |
| 2015 | Minions                                  | Walter Nelson          |
| 2018 | Baki                                     | Baki Hanma             |
| 2019 | Saint Seiya: Los Caballeros del Zodiaco  | Hyoga de Cisne         |
| 2020 | Los Croods 2: Una nueva era              | Guy                    |
| 2021 | Baki Hanma                               | Baki Hanma             |
| 2022 | DC Liga de Supermascotas                 | Krypto                 |
| 2023 | El niño y la garza                       | Garza gris             |
| 2023 | ¡Patos!                                  | Mack                   |
| 2024 | Baki Hanma vs. Kengan Ashura             | Baki Hanma             |

| Año     | Obra                              | Personaje       |
| ------- | --------------------------------- | --------------- |
| 2008    | The Pillowman                     | Michal          |
| 2010    | Rain Man                          | Charlie Babbitt |
| 2012    | Nadando con Tiburones             | Gus             |
| 2017-18 | La sociedad de los poetas muertos | John Keating    |

## Discografía
Con RBD
Con Clase 406

## Premios y reconocimientos
| Año  | Premiación                                        | Categoría                                 | Trabajo                       | Resultado | Ref.          |
| ---- | ------------------------------------------------- | ----------------------------------------- | ----------------------------- | --------- | ------------- |
| 2003 | MTV Movie Awards México                           | Villano favorito                          | Amar te duele                 | Ganador   |               |
| 2005 | Premios Juventud                                  | Tórridos romances                         | Dulce María & Alfonso Herrera | Ganadores |               |
| 2006 | Premios Juventud                                  | El del mejor estilo                       |                               | Ganador   |               |
| 2006 | Premios Juventud                                  | ¡Está buenísimo!                          | Ganador                       |           |               |
| 2006 | Premios TVyNovelas                                | Mejor actuación juvenil estelar masculina | Rebelde                       | Nominado  |               |
| 2007 | Premios Juventud                                  | El del mejor estilo                       |                               | Nominado  |               |
| 2007 | Premios Juventud                                  | ¡Está buenísimo!                          | Ganador                       |           |               |
| 2008 | Premios Juventud                                  | El del mejor estilo                       | Nominado                      |           |               |
| 2008 | Premios Juventud                                  | ¡Está buenísimo!                          | Nominado                      |           |               |
| 2009 | Premios Juventud                                  | El del mejor estilo                       | Nominado                      |           |               |
| 2009 | Premios Juventud                                  | ¡Está buenísimo!                          | Nominado                      |           |               |
| 2009 | Diosas de Plata                                   | Revelación masculina                      | Volverte a ver                | Nominado  | [ 86 ]        |
| 2010 | Kids Choice Awards México                         | Personaje masculino favorito              | Camaleones                    | Nominado  |               |
| 2010 | People en Español                                 | Mejor Actor/Actriz Juvenil                | Camaleones                    | Nominado  | [ 87 ]        |
| 2010 | People en Español                                 | Mejor pareja (con Belinda)                | Camaleones                    | Nominado  | [ 88 ]        |
| 2010 | Premios Juventud                                  | ¡Qué actorazo!                            | Venezzia                      | Ganador   | [ 89 ]        |
| 2010 | Festival Internacional de Cine de Canadá          | Mejor actor                               | Venezzia                      | Ganador   | [ 90 ]        |
| 2011 | Premios ATP (Asociación de Periodistas Teatrales) | Revelación masculina teatral              | Rain Man                      | Ganador   | [ 91 ] [ 92 ] |
| 2011 | Premios Juventud                                  | ¡Está buenísimo!                          | Camaleones                    | Nominado  |               |
| 2012 | Kids Choice Awards                                | Artista latino favorito                   |                               | Nominado  |               |
| 2012 | Kids Choice Awards México                         | Actor de doblaje favorito                 | Dr. Seuss' The Lorax          | Nominado  |               |
| 2014 | MTV Millennial Awards                             | Agente de cambio                          |                               | Ganador   | [ 93 ]        |
| 2015 | Diosas de Plata                                   | Mejor actor                               | La dictadura perfecta         | Nominado  | [ 93 ]        |
| 2015 | Premios TVyNovelas (Colombia)                     | Mejor actor de reparto de serie           | El capo 3                     | Nominado  | [ 94 ]        |
| 2015 | Prêmios GQ                                        | Mejor actor                               | Sense8                        | Ganador   | [ 95 ]        |
| 2018 | Premios Bloody Disgusting Reader's                | Mejor actor de televisión                 | El exorcista                  | Ganador   | [ 96 ]        |
| 2018 | Premio Imagen Foundation                          | Mejor actor de televisión                 | El exorcista                  | Nominado  | [ 97 ]        |
| 2021 | Premio Ariel                                      | Mejor actor                               | El baile de los 41            | Ganador   | [ 98 ]        |

- 2005: Elegido como el hombre más deseado y más sexy de México por la revista mexicana Quien.[99]
- 2006: Elegido como el hombre más deseado y más sexy de México por la revista mexicana Quien.[100]
- 2007: La revista People en Español lo nombró como uno de "Los 50 más bellos".[101][102]
- 2009: La revista People en Español lo nombró como uno de "Los 25 hombres más guapos".[103]